# Genki Yamamoto
Pour les articles homonymes, voir Yamamoto.
Genki Yamamoto (山本 元喜, Yamamoto Genki), né le 19 novembre 1991, est un coureur cycliste japonais.

## Biographie
Genki Yamamoto naît le 19 novembre 1991 au Japon.
Il entre en 2014 dans l'équipe Vini Fantini Nippo, qui devient Nippo-Vini Fantini en 2015.

## Palmarès et résultats

### Palmarès par année
- 2009[1]
  - 2e du championnat du Japon sur route juniors
- 2010
  -  Champion du Japon sur route espoirs
  - 3e étape du Tour de Hokkaido
- 2011
  -  Champion du Japon sur route espoirs
  -  Médaillé de bronze de la course en ligne à l'Universiade d'été
- 2012
  -  Médaillé d'argent au championnat d'Asie du contre-la-montre espoirs
- 2013
  -  Champion du Japon du contre-la-montre espoirs
  - 3e étape du Tour de Hokkaido
  - 3e du championnat du Japon sur route espoirs
- 2014
  - 3e du championnat du Japon du contre-la-montre
  - 3e du championnat du Japon sur route
- 2018
  -  Champion du Japon sur route
- 2022
  - 2e du Tour d'Okinawa
- 2023
  - 2e étape du Tour de Kumano
  - 3e du championnat du Japon sur route

### Résultats sur les grands tours

#### Tour d'Italie
1 participation
- 2016 : 149e

### Classements mondiaux
| Année                                 | 2010 | 2011 | 2012 | 2013 | 2014 | 2015 | 2016 | 2017  | 2018 | 2019  | 2020 | 2021  | 2022  | 2023 | 2024  |
| ------------------------------------- | ---- | ---- | ---- | ---- | ---- | ---- | ---- | ----- | ---- | ----- | ---- | ----- | ----- | ---- | ----- |
| Classement mondial                    |      |      |      |      |      |      | nc   | 1650e | 669e | 1391e | nc   | 2718e | 2475e | 731e | 2621e |
| UCI Asia Tour                         | 208e | 211e | 172e | 189e | 179e | 177e | nc   | 277e  | 60e  | 94e   | nc   | 226e  | 280e  | 47e  | nc    |
|                                       |      |      |      |      |      |      |      |       |      |       |      |       |       |      |       |
| Légende : nc = non classéSource : UCI |      |      |      |      |      |      |      |       |      |       |      |       |       |      |       |